# Paraisometridium
Paraisometridium is een geslacht van zeeanemonen uit de familie Metridiidae.

## Soorten
- Paraisometridium pehuense Zamponi, 1978